# Helge Flo
Helge Flo en norsk längdåkare.

## Vinster
- Paralympiska vinterspelen 2006 
  - Brons, längdskidåkning 5 km synskadade